# Cametá
Cametá est une ville brésilienne de l'État du Pará. Sa population était estimée à 139 364 habitants en 2020. La municipalité s'étend sur 3 081 km2.

## Maires
| Période | Période | Identité                       | Étiquette | Qualité |
| ------- | ------- | ------------------------------ | --------- | ------- |
| 2009    | 2012    | José Waldoli Filgueira Valente | DEM       |         |

## Personnalités liées
- Felipa Maria Aranha